# Fadogia cienkowskii
Fadogia cienkowskii là một loài thực vật có hoa trong họ Thiến thảo. Loài này được Schweinf. mô tả khoa học đầu tiên năm 1868.